# 秋田県道214号福館阿仁前田線
秋田県道214号福館阿仁前田線（あきたけんどう214ごう ふくだてあにまえだせん）は、秋田県北秋田郡上小阿仁村から北秋田市に至る一般県道である。秋田県道309号比内森吉線と合わせた愛称はくまげらエコーライン。

## 概要
国道285号の上小阿仁村役場前（道の駅かみこあに前）から東方向へ分岐し、小阿仁川を渡り、終点までおおむね東方向へ路線が続き、終点の北秋田市阿仁前田で国道105号へ接続する。なお、終点を直進すると秋田県道309号比内森吉線に直通する。

### 路線データ
- 総延長 : 10.716 km[2]
- 実延長 : 10.716 km[2]
- 起点 : 秋田県北秋田郡上小阿仁村小沢田字向川原69番3地先（国道285号交点、小沢田交差点）[3]北緯40度3分49.71秒 東経140度17分46.27秒
- 終点 : 秋田県北秋田市阿仁前田字大道上6番1（国道105号・秋田県道309号比内森吉線交点、阿仁前田交差点）[3]北緯40度3分36.78秒 東経140度24分37.05秒
- 未供用区間 : なし[2]

## 歴史
- 1973年（昭和48年）3月1日 - 秋田県道に認定される[3]。

## 路線状況

### 愛称
- くまげらエコーライン終点
  - 秋田県道214号福館阿仁前田線
  - 秋田県道309号比内森吉線

県道214号の終点を直進して接続する県道309号を合わせ、北秋田郡上小阿仁村小沢田字向川原から大館市比内町大葛字金山沢口までの全長約60キロメートルの区間はくまげらエコーラインの愛称がある。

### 冬期閉鎖区間
- なし[4]

### 交通不能区間
- なし[5]

### 道路施設
- 阿仁前田トンネル
- 道の駅かみこあに

## 地理

### 通過する自治体
- 北秋田郡上小阿仁村 - 北秋田市

### 交差する道路
| 施設名         | 接続路線名                        | 備考               | 所在地                           |
| -------------- | --------------------------------- | ------------------ | -------------------------------- |
| 小沢田交差点   | 国道285号                         | 起点               | 北秋田郡上小阿仁村小沢田字向川原 |
| 阿仁前田交差点 | 国道105号 秋田県道309号比内森吉線 | 終点 県道309号終点 | 北秋田市阿仁前田字大道上         |

### 沿線の施設など
- 上小阿仁村役場
- 上小阿仁村立図書館
- 小阿仁川